# Lorenzo de Luca

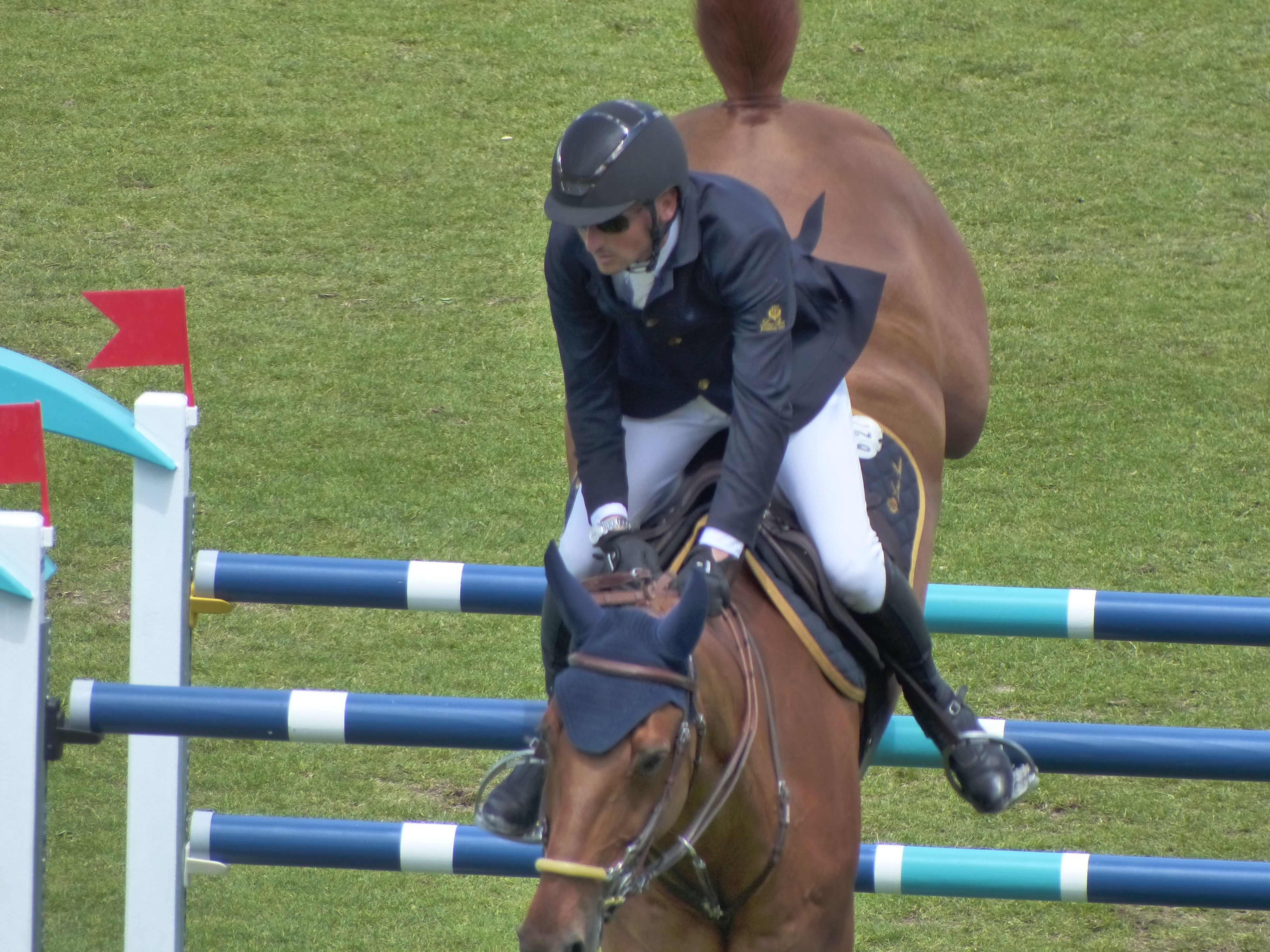
Lorenzo de Luca, 2024

Lorenzo de Luca (* 23. April 1987) ist ein italienischer Springreiter. 2017 befand er sich auf dem 3. Platz der Weltrangliste.

## Karriere und Leben
Mit neun Jahren begann Lorenzo de Luca zu reiten und absolvierte mit elf Jahren seine erste Springprüfung. Mit 18 Jahren wurde er professioneller Reiter.
Nach seinem Schulabschluss zog er nach Norditalien und arbeitete dort einige Jahre für unterschiedliche Pferdehändler. Von 2015 bis Herbst 2021 arbeitete de Luca für die Stephex Stables in Belgien. Seitdem arbeitet er in England und trainiert die Springreiterin Emily Moffitt.
Die italienische Regierung unterstützt die besten italienischen Athleten mit einem monatlichen Gehalt. Als Zeichen der Unterstützung reitet Lorenzo de Luca auf Turnieren in Klamotten der italienischen Luftwaffe.
De Luca war von 2018 bis 2023 mit der US-Springreiterin Jessica Springsteen liiert.

## Erfolge (Auszug)

### Meisterschaft
- 2022: 13. Platz in der Einzel- und in der Mannschaftswertung der FEI Weltmeisterschaften Herning 2022 mit F One Usa

### Sonstige
- 2024: 1. Platz der Global-Champions-Tour-Etappe in Valkenswaard mit Denver De Talma
- 2022: 1. Platz im Grand Prix vom Sentower Park
- 2020: 1. Platz im 5* Springen beim Hubside Jumping Grimaud
- 2018: 1. Platz im Großen Preis von Rom
- 2017: 1. Platz der Global-Champions-Tour-Etappe in Shanghai
- 2016: 1. Platz im Championat von St. Moritz (1,55 m) mit Limestone Grey

## Pferde (Auszug)
- F One Usa (* 2010), brauner Wallach, Vater: Toulon, Muttervater: Otangelo
- Violino Il Palazetto (* 2009), brauner Wallach, Vater: Verdi Tn, Muttervater: Jasper
- Denver De Talma (* 2013), Fuchswallach, Vater: Vigo Cece, Muttervater: Canturo*bois Margot
- Cash Du Plessis (* 2012), brauner Hengst, Vater: Orient Express, Muttervater: Rosire